# ۱۶-هیدروکسی‌دهیدرواپیاندروسترون
۱۶-هیدروکسی‌دهیدرواپیاندروسترون (به انگلیسی: 16-Hydroxydehydroepiandrosterone) با فرمول شیمیایی C۱۹H۲۸O۳ یک ترکیب شیمیایی با شناسه پاب‌کم ۱۰۲۰۳۰ است. که جرم مولی آن ۳۰۴٫۴۲ g/mol می‌باشد. 